# Canaima GNU/Linux
Canaima es una distribución GNU/Linux venezolana basada en Debian GNU/Linux surgida como consecuencia del decreto presidencial n.º 3.390 sobre el uso de tecnologías libres en la Administración Pública Nacional (APN) venezolana, promulgado por el entonces presidente Hugo Chávez en diciembre de 2004. El 14 de marzo de 2011 en la Gaceta Oficial n.º 39.633 se establece como sistema operativo para las estaciones de trabajo de la APN.
Este proyecto socio-tecnológico-productivo abierto, que es construido de forma colaborativa busca incorporar elementos de orden tecnológico, comunitario y estratégico, desarrollando herramientas y modelos productivos basados en Tecnologías de Información Libres (TIL), sustentado en la Comunidad CANAIMA, la cual está constituida por grupos de participantes provenientes de diferentes instituciones públicas y privadas, activistas de la comunidad de Software Libre, estudiantes y usuarios en general.
El uso de Canaima GNU/Linux es frecuente en las escuelas públicas venezolanas, por ser utilizada en el Proyecto «Canaima Educativo», el cual busca dotar a más de 6.000.000 de alumnos niños en edad escolar con computadores portátiles Magallanes. Su caso de uso ha sido presentado en congresos internacionales sobre el uso de estándares abiertos, y a pesar de su reciente desarrollo ha sido utilizada en el Festival Latinoamericano de Instalación de Software Libre (FLISOL) donde ha sido instalada en los equipos de muchos usuarios.

## Consideración de Canaima GNU/Linux como software libre
- Aunque se hace referencia a esta distribución como Software Libre, en realidad no es considerada como tal por la Free Software Foundation, al igual que sucede con Debian, obra de la cual es derivada.[7] Esto se debe a que incluye algunos componentes de software propietario (No libre o privativo), como los controladores necesarios para que funcionen ciertas piezas de hardware en algunos equipos informáticos.[8] Los creadores de Canaima optaron por incluir estos controladores privativos en la distribución, con el fin de hacerla compatible con la mayoría de los computadores en uso por el Estado Venezolano y facilitar la migración hacia esta distribución GNU/Linux.[9] Sin embargo todo lo mencionado anteriormente no afecta en nada al desarrollo y distribución del sistema operativo venezolano ni a Debian.

## Software incluido (Canaima 7.X)
Las interfaces predeterminadas de la versión Imawarí son GNOME, XFCE, KDE Plasma, LXDE, MATE y Cinnamon.
- Ofimática:
  - Suite de oficina LibreOffice
- Internet:
  - Navegador web: Firefox ESR
- Gráficos:
  - Gimp
  - Inkscape
- Reproductor:
  - VLC
- Descarga de Torrents:
  - qBittorret
- Lector de libros (epub):
  - Calibre
- Monitoreo del sistema:
  - HTop
- Virtualización:
  - GNOME Boxes (cajas)

### Sabores
Canaima además de ofrecer 6 tipos diferentes de entornos de escritorio, otorga también tres tipos diferentes de imágenes del sistema denominados "sabores", los cuales con diferentes tipos de programas preinstalados para actividades en específico, estos son:
- Sabor Base:
  - El sistema general de Canaima con hasta 6 entornos de escritorio disponibles para elegir.
- Sabor Desarrollador:
  - Incorpora herramientas que facilitan el día a día de los programadores, como el CMS WordPress, VSCodium, Arduino IDE, entre otros.
- Sabor Servidores:
  - Incluye servicios como git, openssh-server, apache2, docker, qbittorrent-nox, CUPS, Samba, y las imágenes docker de rancher y ntopng listos para ser configurados y personalizados, facilitando el trabajo para la configuración de servidores.

## Software incluido (Canaima 6.X)
Su interfaz predeterminada es Gnome
- Ofimática:
  - Suite de oficina LibreOffice
- Internet:
  - Navegador web: Firefox ESR
  - Cliente de correo: Thunderbird
  - Mensajería Instantánea: Pidgin
- Gráficos:
  - LibreOffice Draw.
  - GNU Paint.
- Software de billetera electrónica (criptomonedas)
  - Electrum 3.0[14]

## Software incluido (Canaima 4.X y 5.X)

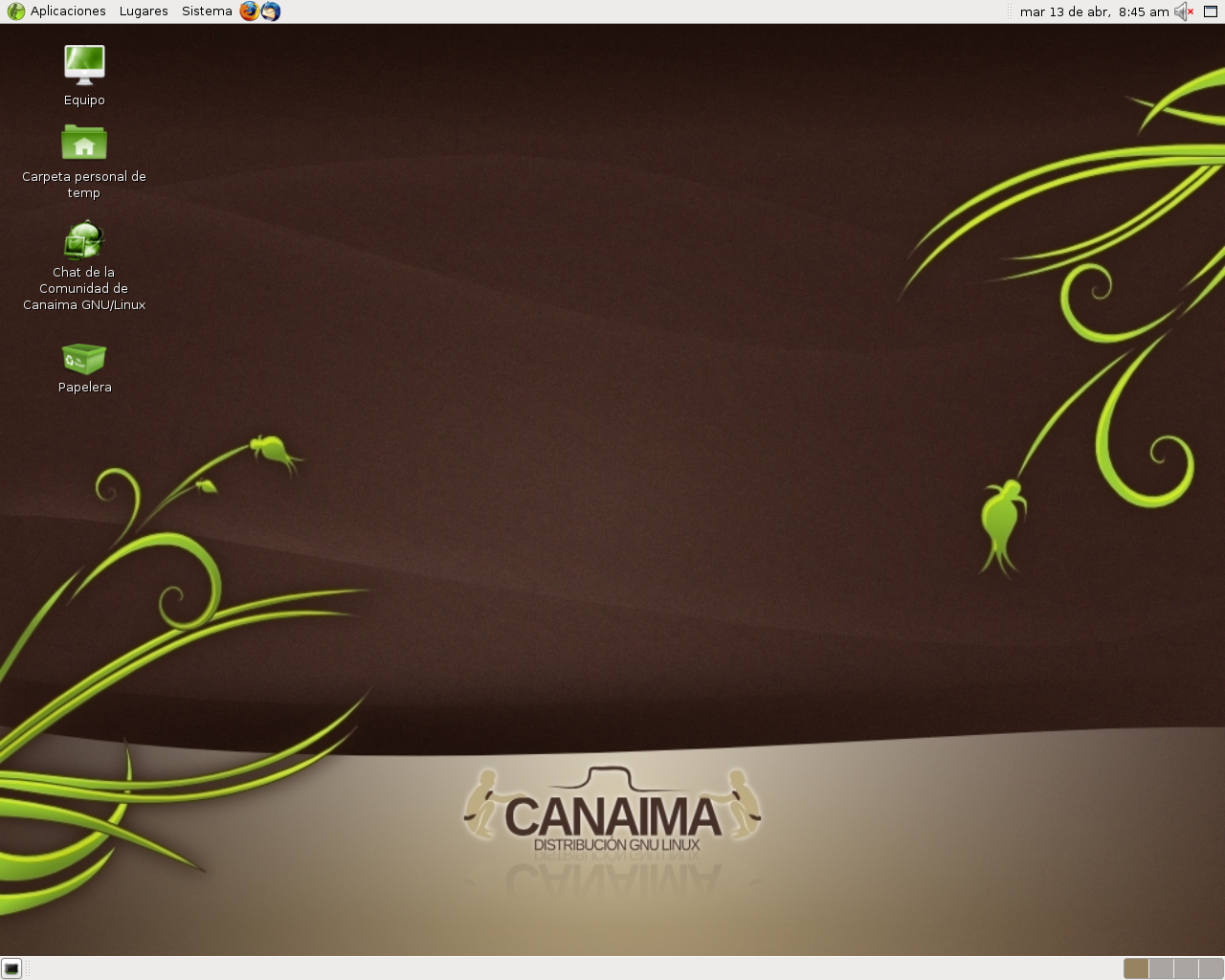
Escritorio de Canaima GNU/Linux 2.0

Como otras distribuciones, Canaima GNU/Linux posee aplicaciones diversas para llevar a cabo tareas de ofimática, entretenimiento, desarrollo y configuración de todo el sistema. Su interfaz predeterminada en Canaima 4.X es GNOME y en Canaima 5.X es MATE o Cinnamon. Existen otras versiones extraoficiales mantenidas por la comunidad, con diferentes escritorios, como XFCE.
- Ofimática:
  - suite de oficina LibreOffice, con los siguientes módulos:
    - Procesador de textos
    - Hoja de cálculo
    - Generador de Presentaciones
    - Generador de fórmulas matemáticas y software de dibujo

  - Gestión de proyectos: Planner
  - Editor de HTML.

Siguiendo la tendencia impuesta por otras organizaciones que realizan distribuciones GNU/Linux, desde la versión 3, LibreOffice sustituyó a OpenOffice y a partir de la versión 3.1 deja de ser incorporado el gestor de base de datos de esta suite de oficina.
- Internet:

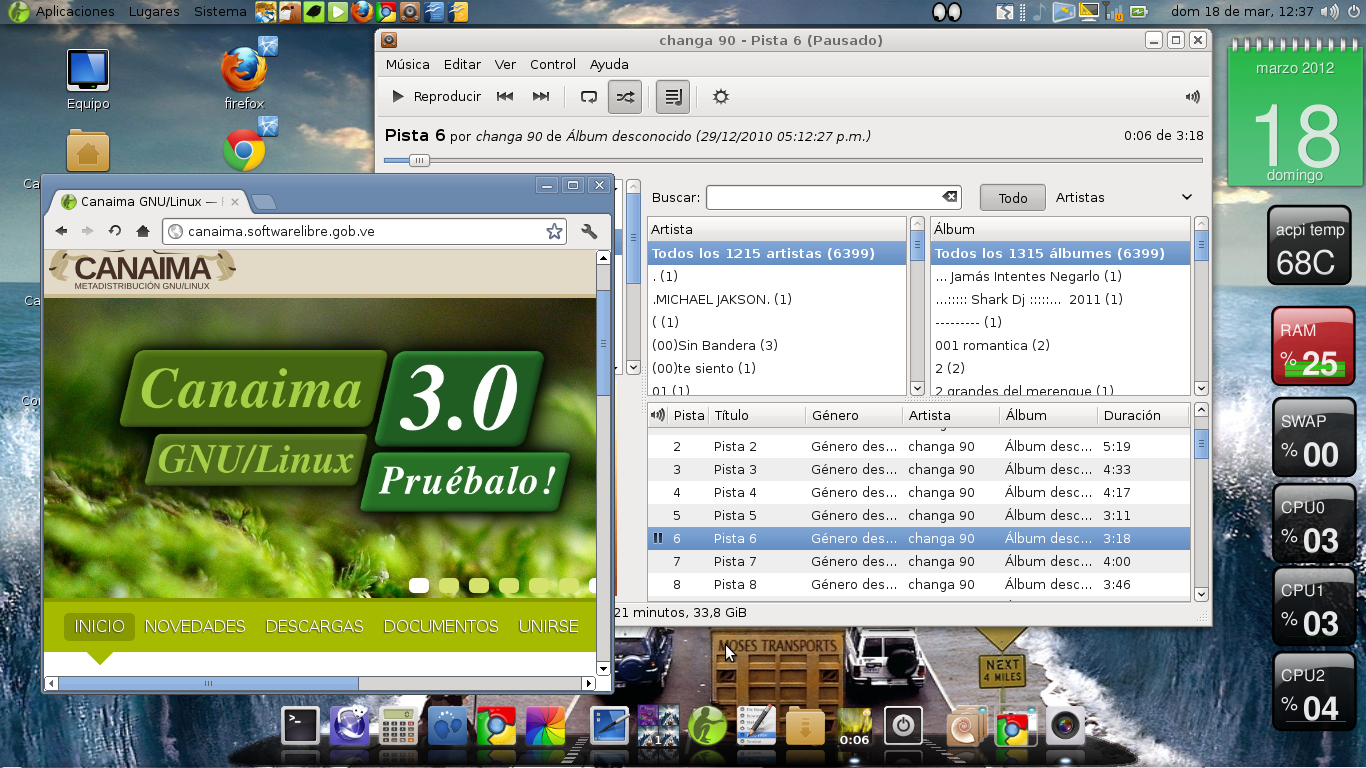
Escritorio de Canaima personalizado GNU/Linux 3.0

  - Navegador web: Cunaguaro,[15] basado en Iceweasel, presente desde la versión 3.0 de Canaima y que sustituye al navegador Curiara.
  - Cliente de correo electrónico: Guácharo.[16]
  - Cliente de mensajería instantánea: Pidgin.[17]
  - Cliente Twitter: Turpial.[18]
- Gráficos:
  - Libreoffice Draw.
  - GNU Paint.
  - Editor de diagramas Dia.
  - Gimp
  - Inkscape
  - Visor de cámara Web Cheese.
  - Shotwell Photo Manager.
  - Software de escaneo de imágenes Xsane.
- Programación:
  - Quanta Plus.
  - Eclipse.
  - Anjuta: Entorno de desarrollo integrado para programar en los lenguajes de programación C, C++, Java, Python y Vala, en sistemas GNU/Linux y BSD.

A partir de la versión 4.0, Canaima introdujo GNOME Shell como interfaz gráfica predeterminada, con un tema de escritorio e iconos personalizados.

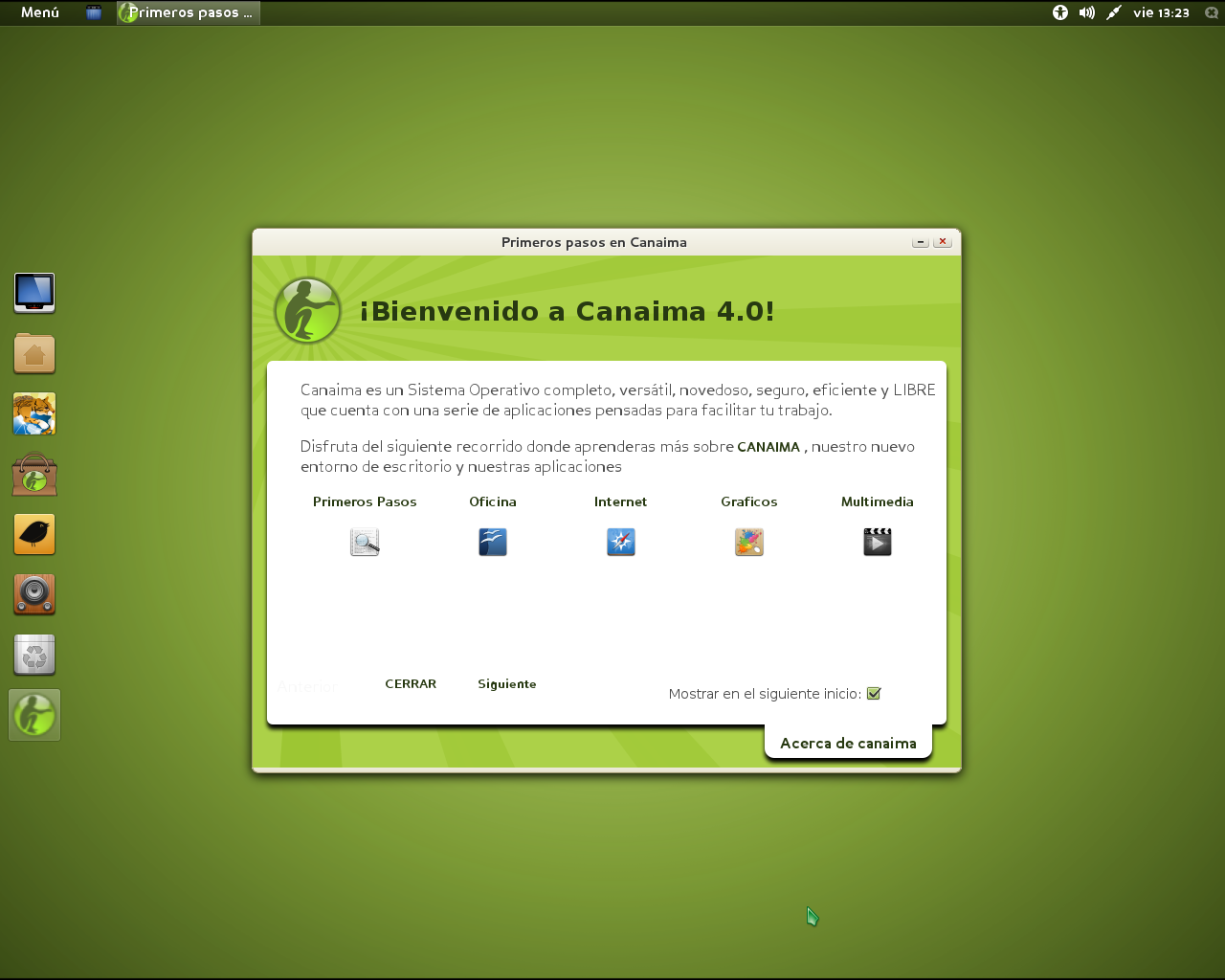
Escritorio de Canaima 4.0.

Por otra parte, Canaima 5.0, al haberse basado en LMDE, contaba con Cinnamon como escritorio principal, acompañado también de una edición con escritorio MATE.

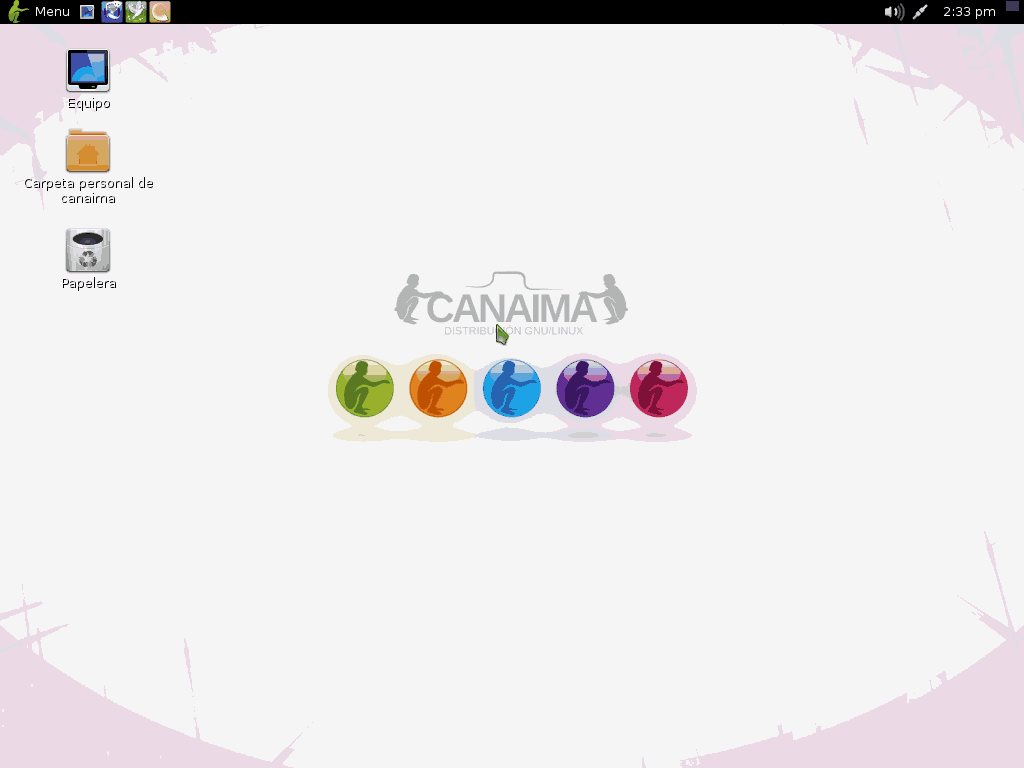
Canaima 5.0 con entorno de escritorio Cinnamon.

## Lanzamientos
Canaima GNU/Linux es una distribución de la cual se han generado versiones periódicamente en los últimos años. La tabla siguiente detalla los lanzamientos de cada versión.
| Versión   | Nombre en clave               | Fecha de lanzamiento          |
| --------- | ----------------------------- | ----------------------------- |
| 1.0       | Canaima                       | 18 de octubre de 2007         |
| 2.0       | Canaima                       | 05 de febrero de 2009         |
| 2.0.1 RC1 | Canaima                       | 16 de abril de 2009           |
| 2.0.1     | Canaima                       | 15 de mayo de 2009            |
| 2.0.2     | Canaima                       | 22 de mayo de 2009            |
| 2.0.3     | Canaima                       | 03 de julio de 2009           |
| 2.0.4     | Meru                          | 17 de octubre de 2009         |
| 2.1 RC    | Aponwao                       | 21 de mayo de 2010            |
| 3.0 RC    | Roraima                       | 10 de febrero de 2011         |
| 3.0 RC2   | Roraima                       | 22 de febrero de 2011         |
| 3.0       | Roraima                       | 05 de mayo de 2011            |
| 3.1 VC1   | Auyantepui                    | 29 de diciembre de 2011       |
| 3.1 VC2   | Auyantepui                    | 06 de julio de 2012           |
| 3.1 VC3   | Auyantepui                    | 18 de julio de 2012           |
| 3.1       | Auyantepui                    | 14 de noviembre de 2012       |
| 4.0       | Kerepakupai                   | 4 de diciembre de 2013        |
| 4.1       | Kukenán                       | 4 de septiembre de 2014       |
| 5.0       | Chimantá                      | 19 de diciembre de 2016       |
| 5.1       | Chimantá                      | 7 de septiembre de 2017       |
| 6.0       | Kavac                         | 20 de marzo de 2018           |
| 6.0.3     | Kavac                         | 26 de abril de 2018           |
| 6.1.1     | Kavac                         | 26 de agosto de 2019          |
| 7.0       | Imawarí                       | 17 de agosto de 2022          |
| 7.1       | Imawarí                       | 1 de abril de 2023            |
| 7.2       | Imawarí                       | 2 de agosto de 2023           |
| 7.3       | Imawarí                       | 11 de diciembre de 2023       |
| 8.0       | Kavanayén                     | 18 de octubre de 2024         |
| 8.1       | Kavanayén                     | 7 de agosto de 2025           |
| Color     | Significado                   | Significado                   |
| Rojo      | Versión antigua; sin soporte  | Versión antigua; sin soporte  |
| Amarillo  | Versión antigua; con soporte. | Versión antigua; con soporte. |
| Verde     | Versión actual; con soporte.  | Versión actual; con soporte.  |
| Azul      | Versión futura en desarrollo. | Versión futura en desarrollo. |

## Requisitos del sistema
Como mínimo se precisa de 1 GB de RAM para ejecutar el sistema operativo.
|                                       | RAM mínima | RAM recomendada | Espacio en disco mínimo | Espacio en disco recomendado |
| ------------------------------------- | ---------- | --------------- | ----------------------- | ---------------------------- |
| Procesador 32 bits                    | 1 GB       | 2 GB            | 30 GB                   | 80 GB                        |
| Procesador 64 bits con XFCE           | 2 GB       | 2 GB            | 40 GB                   | 160 GB - 250 GB              |
| Procesador 64 bits con GNOME y Plasma | 2 GB       | 4 GB            | 40 GB                   | 160 GB - 250 GB              |

## Ciclo de desarrollo
Canaima GNU/Linux posee un modelo de desarrollo basado en Debian pero con algunas modificaciones para adaptarla a las necesidades propias de Venezuela; en este sentido, se ha definido un ciclo de desarrollo de la siguiente forma:
Paso 1.- La Comunidad socio-productiva, APN y Universidades: Aportan paquetes, propuestas o en su defecto las correcciones de algunas fallas (bugs), para así levantar los requerimientos comunitarios para la próxima versión de la distribución.
Paso 2.- Construcción de paquetes propios: Para la construcción de paquetería se utilizan las herramientas debmake y debuild nativas de Debian.
Paso 3.- Versión Alfa: Se construye y se somete a pruebas donde se evalúa la correcta interacción entre el repositorio de Canaima y la distribución. Se visualiza la tematización de la nueva versión, se realizan pruebas de rendimiento en máquinas de alta, media y baja gama, se evalúa el rendimiento y el manejo de las aplicaciones más utilizadas en la Administración Pública Nacional (APN).
Paso 4.- Evaluación: La versión será evaluada por un grupo de trabajadores de instituciones públicas venezolanas, relacionadas con el área de la Ciencia y la Tecnología. En paralelo la comunidad socio-productiva irá realizando el empaquetamiento de sus propios paquetes para ser agregados dentro de la versión Beta.
Paso 5.- Versión Beta: Se agregan los paquetes previamente seleccionados al sistema directamente o al repositorio junto a los paquetes del proyecto. En esta etapa del ciclo de desarrollo, la distribución es publicada para que los usuarios de la Comunidad Canaima hagan las correcciones pertinentes en un tiempo estimado por los desarrolladores del proyecto.
Paso 6.- Publicación: En esta etapa posterior a la evaluación y correcciones de errores encontrados, se procede a la publicación de la nueva versión para el uso de la comunidad del Proyecto Canaima.

### Estadísticas del proyecto
En enero de 2018 se realizó un estudio cuantitativo y comparativo del proyecto, basado en la metodología COCOMO:
|  |

|  |

|  |

|  |

|  |

|  |

|  |

|  |

|  |

|  |

|  |

|  |

|  |

|  |

|  |

|  |

|  |

|  |

|  |

|  |

|  |

|  |

|  |

|  |

|  |

|  |

|  |

|  |

|  |

|  |

|  |

|  |

|  |

|  |

|  |

|  |

|  |

|  |

|  |

|  |

|  |

|  |

|  |

|  |

|  |

|  |

|  |

|  |

|  |

|  |

|  |

|  |

|  |

|  |

|  |

|  |

|  |

|  |

|  |

|  |

|  |

|  |

|  |

|  |

|  |

|  |

|  |

|  |

|  |

|  |

|  |

|  |

|  |

|  |

|  |

|  |

|  |

|  |

|  |

|  |

|  |

|  |

|  |

|  |

|  |

|  |

|  |

|  |

|  |

|  |

|  |

|  |

|  |

|  |

|  |

|  |

|  |

|  |

|  |

|  |

|  |

|  |

|  |

|  |

|  |

|  |

|  |

|  |

|  |

|  |

|  |

|  |

|  |

|  |

|  |

|  |

|  |

|  |

|  |

|  |

|  |

|  |

|  |

|  |

|  |

|  |

|  |

|  |

|  |

|  |

|  |

|  |

|  |

|  |

|  |

|  |

|  |

|  |

|  |

|  |

|  |

|  |

|  |

|  |

|  |

|  |

|  |

|  |

|  |

|  |

|  |

|  |

|  |

|  |

|  |

|  |

|  |

|  |

|  |

|  |

|  |

|  |

|  |

|  |

|  |

|  |

|  |

|  |

|  |

|  |

|  |

|  |

|  |

|  |

|  |

|  |

|  |

|  |

|  |

|  |

|  |

|  |

|  |

|  |

|  |

|  |

|  |

|  |

|  |

|  |

|  |

|  |

|  |

|  |

|  |

|  |

|  |

|  |

|  |

|  |

|  |

|  |

|  |

|  |

|  |

|  |

|  |

|  |

|  |

|  |

|  |

|  |

|  |

|  |

|  |

|  |

|  |

|  |

|  |

|  |

|  |

|  |

|  |

|  |

|  |

|  |

|  |

|  |

|  |

|  |

|  |

|  |

|  |

|  |

|  |

|  |

|  |

|  |

|  |

|  |

|  |

|  |

|  |

|  |

|  |

|  |

|  |

|  |

|  |

|  |

|  |

|  |

|  |

|  |

|  |

|  |

|  |

|  |

|  |

|  |

|  |

|  |

|  |

|  |

|  |

|  |

|  |

|  |

|  |

|  |

|  |

|  |

|  |

|  |

|  |

|  |

|  |

|  |

|  |

|  |

|  |

|  |

|  |

|  |

|  |

|  |

|  |

|  |

|  |

|  |

|  |

|  |

|  |

|  |

|  |

|  |

|  |

|  |

|  |

|  |

|  |

|  |

|  |

|  |

|  |

|  |

|  |

|  |

|  |

|  |

|  |

|  |

|  |

|  |

|  |

|  |

|  |

|  |

|  |

|  |

|  |

|  |

|  |

|  |

|  |

|  |

|  |

|  |

|  |

|  |

|  |

|  |

|  |

|  |

|  |

|  |

|  |

|  |

|  |

|  |

|  |

|  |

|  |

|  |

|  |

|  |

|  |

|  |

|  |

|  |

|  |

|  |

|  |

|  |

|  |

|  |

|  |

|  |

|  |

|  |

|  |

|  |

|  |

|  |

|  |

|  |

|  |

|  |

|  |

|  |

|  |

|  |

|  |

|  |

|  |

|  |

|  |

|  |

|  |

|  |

|  |

|  |

|  |

|  |

|  |

|  |

|  |

|  |

|  |

|  |

|  |

|  |

|  |

|  |

|  |

|  |

|  |

|  |

|  |

|  |

|  |

|  |

|  |

|  |

|  |

|  |

|  |

|  |

|  |

|  |

|  |

|  |

|  |

|  |

|  |

|  |

|  |

|  |

|  |

|  |

|  |

|  |

|  |

|  |

|  |

|  |

|  |

|  |

|  |

|  |

|  |

|  |

|  |

|  |

|  |

|  |

|  |

|  |

|  |

|  |

|  |

|  |

|  |

|  |

|  |

|  |

|  |

|  |

|  |

|  |

|  |

|  |

|  |

|  |

|  |

|  |

|  |

|  |

|  |

|  |

|  |

|  |

|  |

|  |

|  |

|  |

|  |

|  |

|  |

|  |

|  |

|  |

|  |

|  |

|  |

|  |

|  |

|  |

|  |

|  |

|  |

|  |

|  |

|  |

|  |

|  |

|  |

|  |

|  |

|  |

|  |

|  |

|  |

|  |

|  |

|  |

|  |

|  |

|  |

|  |

|  |

|  |

|  |

|  |

|  |

|  |

|  |

|  |

|  |

|  |

|  |

|  |

|  |

|  |

|  |

|  |

|  |

|  |

|  |

|  |

|  |

|  |

|  |

|  |

|  |

|  |

|  |

|  |

|  |

|  |

|  |

|  |

|  |

|  |

|  |

|  |

|  |

|  |

|  |

|  |

|  |

|  |

|  |

|  |

|  |

|  |

|  |

|  |

|  |

|  |

|  |

|  |

|  |

|  |

|  |

|  |

|  |

|  |

|  |

|  |

|  |

|  |

|  |

|  |

|  |

|  |

|  |

|  |

|  |

|  |

|  |

|  |

|  |

|  |

|  |

|  |

|  |

|  |

|  |

|  |

|  |

|  |

|  |

|  |

|  |

|  |

|  |

|  |

|  |

|  |

|  |

|  |

|  |

|  |

|  |

|  |

|  |

|  |

|  |

|  |

|  |

|  |

|  |

|  |

|  |

|  |

|  |

|  |

|  |

|  |

|  |

|  |

|  |

|  |

|  |

|  |

|  |

|  |

|  |

|  |

|  |

|  |

|  |

|  |

|  |

|  |

|  |

|  |

|  |

|  |

|  |

|  |

|  |

|  |

|  |

|  |

|  |

|  |

|  |

|  |

|  |

|  |

|  |

|  |

|  |

|  |

|  |

|  |

|  |

|  |

|  |

|  |

|  |

|  |

|  |

|  |

|  |

|  |

|  |

|  |

|  |

|  |

|  |

|  |

|  |

|  |

|  |

|  |

|  |

|  |

|  |

|  |

|  |

|  |

|  |

|  |

|  |

|  |

|  |

|  |

|  |

|  |

|  |

|  |

|  |

|  |

|  |

|  |

|  |

|  |

|  |

|  |

|  |

|  |

|  |

|  |

|  |

|  |

|  |

|  |

|  |

|  |

|  |

|  |

|  |

|  |

|  |

|  |

|  |

|  |

|  |

|  |

|  |

|  |

|  |

|  |

|  |

|  |

|  |

|  |

|  |

|  |

|  |

|  |

|  |

|  |

|  |

|  |

|  |

|  |

|  |

|  |

|  |

|  |

|  |

|  |

|  |

|  |

|  |

|  |

|  |

|  |

|  |

|  |

|  |

|  |

|  |

|  |

|  |

|  |

|  |

|  |

|  |

|  |

|  |

|  |

|  |

|  |

|  |

|  |

|  |

|  |

|  |

|  |

|  |

|  |

|  |

|  |

|  |

|  |

|  |

|  |

|  |

|  |

|  |

|  |

|  |

|  |

|  |

|  |

|  |

|  |

|  |

|  |

|  |

|  |

|  |

|  |

|  |

|  |

|  |

|  |

|  |

|  |

|  |

|  |

|  |

|  |

|  |

|  |

|  |

|  |

|  |

|  |

|  |

|  |

|  |

|  |

|  |

|  |

|  |

|  |

|  |

|  |

|  |

|  |

|  |

|  |

|  |

|  |

|  |

|  |

|  |

|  |

|  |

|  |

|  |

|  |

|  |

|  |

|  |

|  |

|  |

|  |

|  |

|  |

|  |

|  |

|  |

|  |

|  |

|  |

|  |

|  |

|  |

|  |

|  |

|  |

|  |

|  |

|  |

|  |

|  |

|  |

|  |

|  |

|  |

|  |

|  |

|  |

|  |

|  |

|  |

|  |

|  |

|  |

|  |

|  |

|  |

|  |

|  |

|  |

|  |

|  |

|  |

|  |

|  |

|  |

|  |

|  |

|  |

|  |

|  |

|  |

|  |

|  |

|  |

|  |

|  |

|  |

|  |

|  |

|  |

|  |

|  |

|  |

|  |

|  |

|  |

|  |

|  |

|  |

|  |

|  |

|  |

|  |

|  |

|  |

|  |

|  |

|  |

|  |

|  |

|  |

|  |

|  |

|  |

|  |

|  |

|  |

|  |

|  |

|  |

|  |

|  |

|  |

|  |

|  |

|  |

|  |

|  |

|  |

|  |

|  |

|  |

|  |

|  |

|  |

|  |

|  |

|  |

|  |

|  |

|  |

|  |

|  |

|  |

|  |

|  |

|  |

|  |

|  |

|  |

|  |

|  |

|  |

|  |

|  |

|  |

|  |

|  |

|  |

|  |

|  |

|  |

|  |

|  |

|  |

|  |

|  |

|  |

|  |

|  |

|  |

|  |

|  |

|  |

|  |

|  |

|  |

|  |

|  |

|  |

|  |

|  |

|  |

|  |

|  |

|  |

|  |

|  |

|  |

|  |

|  |

|  |

|  |

|  |

|  |

|  |

|  |

|  |

|  |

|  |

|  |

|  |

|  |

|  |

|  |

|  |

|  |

|  |

|  |

|  |

|  |

|  |

|  |

|  |

|  |

|  |

|  |

|  |

|  |

|  |

|  |

|  |

|  |

|  |

|  |

|  |

|  |

|  |

|  |

|  |

|  |

|  |

|  |

|  |

|  |

|  |

|  |

|  |

|  |

|  |

|  |

|  |

|  |

|  |

|  |

|  |

|  |

|  |

|  |

|  |

|  |

|  |

|  |

|  |

|  |

|  |

|  |

|  |

|  |

|  |

|  |

|  |

|  |

|  |

|  |

|  |

|  |

|  |

|  |

|  |

|  |

|  |

|  |

|  |

|  |

|  |

|  |

|  |

|  |

|  |

|  |

|  |

|  |

|  |

|  |

|  |

|  |

|  |

|  |

|  |

|  |

|  |

|  |

|  |

|  |

|  |

|  |

|  |

|  |

|  |

|  |

|  |

|  |

|  |

|  |

|  |

|  |

|  |

|  |

|  |

|  |

|  |

|  |

|  |

|  |

|  |

|  |

|  |

|  |

|  |

|  |

|  |

|  |

|  |

|  |

|  |

|  |

|  |

|  |

|  |

|  |

|  |

|  |

|  |

|  |

|  |

|  |

|  |

|  |

|  |

|  |

|  |

|  |

|  |

|  |

|  |

|  |

|  |

|  |

|  |

|  |

|  |

|  |

|  |

|  |

|  |

|  |

|  |

|  |

|  |

|  |

|  |

|  |

|  |

|  |

|  |

|  |

|  |

|  |

|  |

|  |

|  |

|  |

|  |

|  |

|  |

|  |

|  |

|  |

|  |

|  |

|  |

|  |

|  |

|  |

|  |

|  |

|  |

|  |

|  |

|  |

|  |

|  |

|  |

|  |

|  |

|  |

|  |

|  |

|  |

|  |

|  |

|  |

|  |

|  |

|  |

|  |

|  |

|  |

|  |

|  |

|  |

|  |

|  |

|  |

|  |

|  |

|  |

|  |

|  |

|  |

|  |

|  |

|  |

|  |

|  |

|  |

|  |

|  |

|  |

|  |

|  |

|  |

|  |

|  |

|  |

|  |

|  |

|  |

|  |

|  |

|  |

|  |

|  |

|  |

|  |

|  |

|  |

|  |

|  |

|  |

|  |

|  |

|  |

|  |

|  |

|  |

|  |

|  |

|  |

|  |

|  |

|  |

|  |

|  |

|  |

|  |

|  |

|  |

|  |

|  |

|  |

|  |

|  |

|  |

|  |

|  |

|  |

|  |

|  |

|  |

|  |

|  |

|  |

|  |

|  |

|  |

|  |

|  |

|  |

|  |

|  |

|  |

|  |

|  |

|  |

|  |

|  |

|  |

|  |

|  |

|  |

|  |

|  |

|  |

|  |

|  |

|  |

|  |

|  |

|  |

|  |

|  |

|  |

|  |

|  |

|  |

|  |

|  |

|  |

|  |

|  |

|  |

|  |

|  |

|  |

|  |

|  |

|  |

|  |

|  |

|  |

|  |

|  |

|  |

|  |

|  |

|  |

|  |

|  |

|  |

## Cayapa Canaima
Una de las actividades comunitarias que ha sido generada alrededor de Canaima es la Cayapa en las cuales desarrolladores de software libre se reúnen para proponer mejoras, corregir errores y otras; esta actividad en otros proyectos son llamadas Bugs Squash Party. La última Cayapa que se realizó fue, la 8.ª Cayapa Canaima, que se realizó del 12 al 14 de noviembre de 2014 en la ciudad de Mérida, Venezuela.

### Fabricantes y ensambladores asociados
Al ser una distribución impulsada por la Administración Pública Nacional Venezolana, se han generado una serie de convenios estratégicos con diferentes países y compañías fabricantes de Hardware tales como:
- Portugal: Convenio para la fabricación de 250.000 computadores Magallanes para ser distribuidos en escuelas públicas.[4]
- Sun Microsystems: para la certificación de Canaima en equipos de dicho fabricante.[47] Sin embargo, ya que Sun Microsystems fue adquirida por Oracle Corporation,[48] esta última empresa no ha realizado convenios con el Estado Venezolano para la certificación de Canaima.
- VIT: Venezolana de Industria Tecnológica, empresa mixta entre el estado venezolano y empresarios chinos en la cual se establece el uso de Canaima en los equipos que estos fabriquen.[49]
- Lenovo: Para la certificación de equipos de dicho fabricante para el uso de Canaima.[50]
- Síragon: Ensamblador venezolano de equipos informáticos, convenio mediante el cual se certifica Canaima para dichos equipos.[51]

## Usos de Canaima GNU/Linux

### Canaima Educativo
Es un proyecto iniciado en el año 2009 por el Ministerio del Poder Popular para la Educación del gobierno de la República Bolivariana de Venezuela que consiste en proveer gratuitamente a los estudiantes de educación básica de un computador, conocido popularmente como Canaimita'', que tiene como sistema operativo a Canaima GNU/Linux y una serie de contenidos educativos creados por el Ministerio del Poder Popular para Educación.
En el año 2011 se entregaron 1.314.091 computadoras. En septiembre de 2012 se entregó la Canaimita número 2 millones. Hasta el 21 de marzo del año 2013 se han entregado 2.452.337 Canaimitas a los niños que cursan Educación Primaria. Más recientemente, el Gobierno de Venezuela inició la entrega 2,5 millones de computadoras a estudiantes de las instituciones públicas de  bachillerato. En abril de 2014 ya se han entregado 3.300.000 computadoras Canaima a niños y jóvenes de educación básica y media.
Para el año 2017, se habían entregado 6.000.000 de computadoras.

### CANTV
La empresa CANTV vendía computadoras dentro del Plan Internet Equipado, que incorporaban a Canaima GNU/Linux como sistema operativo preinstalado.

## Ediciones
Existen diversas ediciones de Canaima mantenidas y reconocidas por activistas de la comunidad, siendo las más significativas las que se detallan a continuación:
- Canaima Colibrí:[60] distribución destinada a equipos con pocos recursos de hardware.
- Canaima Comunal:[61] es una edición para los computadores de los Consejos Comunales que permite a estas organizaciones realizar el catastro de su ubicación geográfica y articular su actividad con las instituciones y el pueblo.
- Canaima Caribay:[62] distribución usada en los equipos de los medios comunitarios, que contiene herramientas para gestionar las emisoras de radio comunitarias y para la producción de material audiovisual e impreso junto con tutoriales en forma de archivos de video.
- GeoCanaima:[63] distribución que contiene aplicaciones de geomática libre y datos para poder realizar prácticas e interactuar con diversas aplicaciones de escritorio, web, servidores y generadores de cartografía.
- Canaima Forense:[64] distribución con un entorno destinado a la interoperabilidad de aplicaciones de informática forense.